# Britannia (epos)
Britannia – epos historyczny szkockiego poety Johna Ogilviego, wydany w Aberdeen w 1801. Utwór składa się z dwudziestu ksiąg i jest poprzedzony teoretycznym wstępem na temat poezji epickiej. Epos został napisany wierszem białym, a dokładniej pentametrem jambicznym (blank verse). Utwór przywołuje znaną legendę o założeniu państwa brytyjskiego przez uciekinierów z Troi odwodzonych przez Brutusa.